# Matrículas automovilísticas de Eslovaquia
Desde 1997, las matrículas automovilísticas eslovacas (en eslovaco: EČV, evidenčné číslo vozidla) son de la forma XX-NNNYY, donde XX es un código de dos letras que corresponde a un distrito (okres), NNN es un número de tres dígitos e YY son dos letras (asignadas alfabéticamente).
Desde el 1 de mayo de 2004 (fecha en que Eslovaquia accedió a la Unión Europea) y hasta el 1 de junio de 2006 existieron dos tipos de matrículas automovilísticas válidas en el país: una con el escudo de Eslovaquia y otra con la bandera europea.
Desde el 1 de junio de 2006, en Eslovaquia existen tres tipos de matrículas automovilísticas válidas. El último tipo contiene el símbolo de la Unión Europea y el escudo de armas nacional (en lugar de un guion).

## Forma antigua
La forma antigua (en eslovaco: ŠPZ, štátna poznávacia značka) XX-NNNN o XXY-NNNN dejó de usarse el 1 de enero de 2005.

## Lista de códigos por distritos
- BA, BL - Bratislava
- BB, BC - Banská Bystrica
- BJ - Bardejov
- BN - Bánovce nad Bebravou
- BR - Brezno
- BS - Banská Štiavnica
- BY - Bytča
- CA - Čadca
- DK - Dolný Kubín
- DS - Dunajská Streda
- DT - Detva
- GA - Galanta
- GL - Gelnica
- HC - Hlohovec
- HE - Humenné
- IL - Ilava
- KA - Krupina
- KE, KI - Košice
- KK - Kežmarok
- KM - Kysucké Nové Mesto
- KN - Komárno
- KS - Košice okolie
- LC - Lučenec
- LE - Levoča
- LM - Liptovský Mikuláš
- LV - Levice
- MA - Malacky
- MI - Michalovce
- ML - Medzilaborce
- MT - Martin
- MY - Myjava
- NR, NI - Nitra
- NM - Nové Mesto nad Váhom
- NO - Námestovo
- NZ - Nové Zámky
- PE - Partizánske
- PB - Považská Bystrica
- PD - Prievidza
- PK - Pezinok
- PN - Piešťany
- PO, PV - Prešov
- PP - Poprad
- PT - Poltár
- PU - Púchov
- RA - Revúca
- RK - Ružomberok
- RS - Rimavská Sobota
- RV - Rožňava
- SA - Šaľa
- SB - Sabinov
- SC - Senec
- SE - Senica
- SI - Skalica
- SK - Svidník
- SL - Stará Ľubovňa
- SN - Spišská Nová Ves
- SO - Sobrance
- SP - Stropkov
- SV - Snina
- TN, TC - Trenčín
- TO - Topoľčany
- TR - Turčianske Teplice
- TS - Tvrdošín
- TT, TA - Trnava
- TV - Trebišov
- VK - Veľký Krtíš
- VT - Vranov nad Topľou
- ZA, ZI - Žilina
- ZC - Žarnovica
- ZH - Žiar nad Hronom
- ZM - Zlaté Moravce
- ZV - Zvolen